# Kanisfluh
Kanisfluh är en bergskedja i Österrike.   Den ligger i distriktet Bregenz och förbundslandet Vorarlberg, i den västra delen av landet, 500 km väster om huvudstaden Wien.
Kanisfluh sträcker sig 21,7 km i sydvästlig-nordostlig riktning. Den högsta toppen är Damuelser Mittagsspitze, 2 095 meter över havet.
Topografiskt ingår bland annat följande toppar i Kanisfluh:
- Damuelser Mittagsspitze
- Furkakopf
- Hangspitze
- Hochblanken
- Hochgerach
- Hochrohkopf
- Leuenkopf
- Löffelspitz
- Muttkopf
- Mörzelspitze
- Nob
- Pfrondhorn
- Portlerhorn
- Portlerkopf
- Ragazer Blanken
- Salzbödenkopf
- Schusterstuhl
- Sererfalben
- Sünser Kopf
- Sünser Spitze

I omgivningarna runt Kanisfluh växer i huvudsak blandskog. Runt Kanisfluh är det ganska glesbefolkat, med 47 invånare per kvadratkilometer.